# Talisman (comics)
Pour les articles homonymes, voir Talisman (homonymie).
Talisman est une super-héroïne créée par John Byrne et appartenant à l'univers de Marvel Comics. Elle est apparue pour la première fois dans Alpha Flight #5 en 1983.

## Origine
Elizabeth Twoyoungmen est née à Calgary, au Canada. C'est la fille du docteur Michael Twoyoungmen, le Shaman de la Division Alpha. À la suite de la mort de sa mère, elle rejeta la faute sur son père qui n'avait pas réussi à la sauver.
Durant ses études d'archéologue, elle découvrit un crâne sur le site du Fort Calgary. Quand elle le toucha, elle vit une apparition maléfique. Elle demanda l'aide de son père. Tous deux finirent par affronter Ranaq.
Un jour, elle sortit du sac de médecine de Shaman un diadème enchanté. Elle le conserva et se fit alors appeler Talisman, puis rejoignit la Division Alpha. Elle découvrit plus tard qu'elle ne pouvait pas retirer le diadème, sans souffrir atrocement. 
Toujours hantée par la mort de sa mère et rongée par sa propre puissance, Elizabeth fut corrompue et tenta de tuer son père lors de l'accouchement d'Harfang. L'esprit qu'elle libéra se nommait Pestilence. Il prit possession du corps du bébé d'Harfang et attaqua la Division Alpha. Dans le combat, le diadème fut arraché et Elizabeth retrouva son humanité. Shaman réussit à faire fuir l'esprit.
Des mois plus tard, Talisman reprit le diadème à Shaman et retrouva ses pouvoirs. Elle affronta Dreamqueen.
Elle reprit une vie normale en vivant sa vie d'indienne du nord. 
Talisman fit partie de la nouvelle Division Oméga, à sa formation. Elle est depuis retournée vivre dans sa tribu.

## Pouvoirs
- Talisman est une puissante mystique, le lien entre le royaume des dieux inuits et celui des mortels. À son niveau de contrôle et de connaissance maximum, elle pourrait semble-t-il rivaliser avec le Docteur Strange.
- Le diadème mystique qu'elle porte lui permet d'augmenter son degré de puissance. Elle ne peut pas le retirer sans ressentir une grande douleur incapacitante.
- Elle commande les esprits de la Terre (comme des élémentaux d'air ou de terre). Ce don lui permet d'animer la matière, de provoquer la foudre ou des rafales de vent.
- Ses autres capacités incluent la projection astrale, l'exorcisme, et la prémonition post-cognitive.
- Elle peut aussi recevoir des visions prophétiques. Elle ne voit pas réellement ce qui se passera dans le futur.
- Talisman peut créer des boucliers de lumière ou émettre des rafales d'énergie mystique.